# Cantone di Pont-Hébert
Il Cantone di Pont-Hébert è una divisione amministrativa dell'Arrondissement di Saint-Lô.
È stato costituito a seguito della riforma approvata con decreto del 25 febbraio 2014, che ha avuto attuazione dopo le elezioni dipartimentali del 2015.

## Composizione
Comprende i seguenti 29 comuni:
- Airel
- Amigny
- Bérigny
- Cavigny
- Cerisy-la-Forêt
- Les Champs-de-Losque
- Couvains
- Le Dézert
- Graignes-Mesnil-Angot
- Le Hommet-d'Arthenay
- La Meauffe
- Le Mesnil-Rouxelin
- Le Mesnil-Véneron
- Montmartin-en-Graignes
- Moon-sur-Elle
- Notre-Dame-d'Elle
- Pont-Hébert
- Rampan
- Saint-André-de-l'Épine
- Saint-Clair-sur-l'Elle
- Saint-Fromond
- Saint-Georges-d'Elle
- Saint-Georges-Montcocq
- Saint-Germain-d'Elle
- Saint-Jean-de-Daye
- Saint-Jean-de-Savigny
- Saint-Pierre-de-Semilly
- Tribehou
- Villiers-Fossard